# بامينه فاسيانا
بامينه فاسيانا (بالإنجليزية: Pammene fasciana) هي نوع من العثث يتبع فصيلة عثث الورق من رتبة حرشفيات الأجنحة، وقد وصفها عالم الحشرات الألماني كارل هاينريش أرنست شيفرموهل لأول مرة في عام 1775.

## التوزيع
ينتشر هذا النوع في جميع أنحاء أوروبا.

## الوصف
يبلغ باع جناحي بامينه فاسيانا بين 10 و14 ملم. لون الأجنحة الأمامية بني غامق مع وجود بقع رمادية وبيضاء مميزة، بما في ذلك بقعة بيضاء بارزة على الزاوية الخلفية البعيدة للجناح. وتتميز الأجنحة الخلفية بلون بني غامق أكثر تجانسًا. تتواجد الحشرات البالغة خلال شهري مايو ويونيو، وهي نشطة نهارًا، لكنها قد تُرى أحيانًا تطير في المساء.

## علم الأحياء
تتغذى اليرقات داخل البراعم أو البذور أو الثمار لأشجار مختلفة، وتشمل مضيفاتها: الكمثرى، الكرز، البلوط، الزعرور، الرمّان، الدردار والسنديان. يُعتقد أن الشجرة المضيفة الرئيسية لهذا النوع هي الكمثرى.